# Rafik Al-Hariri
Rafik Al-Hariri sau pe numele sau întreg Rafik Bahaa Al-Din Al-Hariri  (în limba arabă: رفيق بهاء الدين الحريري ,n. 1 noiembrie 1944 – 14 februarie 2005) a fost un om de afaceri,politician și filantrop libanez, de confesiune musulmană sunită, care a servit ca prim-ministru al Libanului între anii 1992-1998 și 2000-2004.
Hariri a condus cinci cabinete ministeriale. I se atribuie un rol însemnat în realizarea Acordului de la Taif care a pus capăt celor 15 ani de Război Civil din Liban.
El a a avut o contribuție remarcabilă la reconstruirea capitalei Libanului, Beirut. A fost cel dintâi premier din perioada de după războiul civil și politicianul libanez cu cea mai mare influență și avere din epoca sa. În timpul primei sale cadențe ca prim ministru a avut loc operațiunea militară israeliană „Fructele mâniei” îndreptată împotriva forțelor Hezbollah, în cursul căreia a avut loc între altele, masacrul de la Qana. În timpul cel de-al doilea mandat al sau, s-a bucurat de retragerea, după 18 ani, a Israelului din centura de securitate din sudul Libanului, guvernul său strângând relațiile cu Siria baasistă.
La patru luni după ce, avand divergențe cu regimul Bashir Al Assad, a demisionat de la conducerea guvernului libanez, la 14 februarie 2005 Hariri a fost asasinat la Beirut prin explozia "sinucigașă" a unui camion. Patru membri ai unității 121 a organizației Hezbollah au fost puși sub acuzare pentru asasinat și au fost judecați în absență de un Tribunal Special. Comandantul unității, Salim Ayyash, a fost găsit vinovat. Până în 2023   au fost condamnați și ceilalți, dar nu s-a găsit o dovadă a implicării conducerii de vârf a organizației.  
Asasinatul a avut consecințe dramatice în scena politică libaneză. Demonstrațiile masive de protest ale „Revoluției Cedrului” au dus la retragerea forțelor militare și de securitate ale Siriei din Liban și la o schimbare a guvernului.

## Biografie
Al Hariri s-a născut în 1944 într-o familie modestă de agricultori suniți - Baha și Hind Al-Hariri, în orașul port Sidon (Saida) din Liban. 
A avut un frate, Shafik, și o soră, Bahia. Studiile elementare și liceale le-a făcut în orașul natal. Apoi a facut studii comerciale (business management) la Universitatea Arabă din Beirut. În tinerețe a activat în Mișcarea Naționalistă Arabă, grupare extremistă  panarabistă condusă de medicul palestinian George Habash Apoi și-a început cariera în afaceri ,lucrând mai întâi, ca contabil în cadrul unor mari companii de construcții. 

### În Arabia Saudită
În 1965 Hariri a plecat pentru a lucra ca profesor de matematică și apoi contabil în Arabia Saudită. În 1969 a întemeiat o companie mică„ de construcții CICONEST  
apoi a participat la construcția unui hotel la Taif de către compania franceză Oger, câstigând aprecierea regelui Khaled.  
Ulterior a preluat conducerea filialei Oger în Arabia,care din 1970, prin decizia prințului moștenitor Fahd Ibn Abdel Aziz, a devenit principala firma de construcții în serviciul familiei regale saudite. În aceste împrejurări in câțiva ani Hariri a devenit multimiliardar. 
El a stabilit legături strânse cu familia regală și a inițiat numeroase programe de dezvoltare, inclusiv construcția de palate regale, moschei și centre comerciale.  
De asemenea, a început reabilitarea și reconstrucția Libanului după războiul civil.
Hariri a controlat gigantica companie de construcții „Solidair” și a devenit un magnat al construcțiilor.
El a cumpărat 92 hectare de terenuri în centrul Beirutului, unde a construit niște cartiere de lux.  
Fondurile sale cu finanțat studiile a 30.000 de studenți libanezi în străinătate. De asemenea, a donat pentru cămine pentru oameni nevoiași în lume.
Revista Forbes l-a clasat pe lista celor 100 cei mai bogați oameni din lume, cu o avere estimată la 11,3 miliarde de dolari. În 1978 a primit cetățenia saudită .
Pe lângă afacerile sale imobiliare, Hariri a devenit un magnat al media, deținând mai multe posturi de radio în Liban și Franța, un post de televiziune și un cotidian de succes în Liban, toate sub numele de marcă „Al-Mustaqbal” („Viitorul”).

### Cariera politică în Liban
Hariri s-a întors în Liban cu o mare avuție  la începutul anilor 1980. S-a distins prin mari donații și contribuții în favoarea a numeroase grupuri din țară. În același timp a continuat să servească în 1983 drept consilier al emirului Bandar bin Sultan
> 
De asemenea ca emisar al curții regale saudite a fost implicat în inițiative umanitare pe plan internațional
Hariri a inițiat un număr de proiecte filantropice, intre care construirea în Liban a mai multor instituții de învățământ. În 1979 a înființat Asociația Islamică pentru Cultură și Educație, devenită ulterior Fondul Hariri.
După izgonirea Organizației pentru Eliberarea Palestinei din Liban, și în condițiile absenței unei conduceri solide sunite și ca răspuns la întărirea forței miliției șiite Amal, Hariri a devenit liderul suniților din această țară.   Neal, Mark W.; Richard Tansey (2010). „The dynamics of effective corrupt leadership: Lessons from Rafik Hariri's political career in Lebanon”. The Leadership Quarterly. 21: 33–49. doi:10.1016/j.leaqua.2009.10.003.</ref>
În 1989-1990 a fost implicat in procesul care a dus la semnarea Acordului de la Taif care a pus capăt Războiului Civil din Liban. 
În 1992 Hariri a intrat în parlament și a devenit cel dintâi prim ministru al Libanului sub presedintia lui Elias Hrawi 
Totodată a preluat și portofoliul finanțelor.  Cabinetul său a fost constituit în mod paritar din musulmani și crestini. După alegerile din 1996 a preluat și pe cel al poștei și al comunicațiilor. 
Hariri a promovat emiterea de acțiuni Eurobonds făcând  împrumuturi de la Banca Mondială pentru reconstruirea țării după războiul civil. Datoria externă a Libanului a devenit cea mai mare din lume pe cap de locuitor. Între 1992-1996 datoria publică a crescut de la 3 la 9 miliarde dolari. Prima sa cadență ca prim-ministru a durat până în 1998 când a fost înlocuit de Salim Al Hoss.
A fost nevoit să părăsească postul în urma conflictului cu noul președinte  Émile Lahoud, 
În octombrie 2000 a fost numit din nou prim ministru>
În septembrie 2004 Hariri a sprijinit Rezoluția 1559 a Consiliului de Securitate al ONU care a chemat la retragerea tuturor forțelor străine din Liban.Lebanon.      
La un moment dat el a declarat că arabii au luat o decizie strategică de a ajunge la pace cu Israelul, cu condiția ca acesta să se retragă din teritoriile arabe ocupate în 1967. În timpul guvernării sale, au fost purtate negocieri privind returnarea de către Hezbollah a corpurilor a  trei soldați israelieni uciși, de asemenea a început pomparea apei din râul Wazzani.
S-a împotrivit prelungirii președinției lui Emile Lahoud, susținută de Siria, și a demisionat la 20 octombrie 2004. A fost înlocuit de Omar Karame.
Ca șef al opoziției Hariri a militat pentru retragerea trupelor siriene de pe teritoriul Libanului.

## Atentatul fatal
La 14 februarie 2004 un camion Mitsubishi conținând exploziv echivalent cu 1,8 tone de TNT a sărit in aer cand a trecut pe lângă el,în apropierea Hotelului St George din Beirut, un convoi de mașini în care se afla Hariri. Și-au pierdut viața  Hariri și încă 22 persoane, între care câțiva din gărzile sale personale, și prietenul sau, Bassel Fleihan, fost ministru al economiei.
Masina explodată a fost condusă de un terorist sinucigaș.
Hariri a fost înmormântat împreună cu paznicii uciși în apropierea Moscheii
Crima a fost atribuită regimului sirian Assad, dar in mod concret lui Ghazi Kanaan, fost sef al serviciilor secrete siriene din Liban, fapt dezmințit de acuzat și de guvernul său. Totusi, Kanaan s-a sinucis cu câteva zile înainte de publicarea raportului Națiunilor Unite asupra anchetării crimei. șa 20 octombrie 2005 concluziile acestui raport prezentate de Detlev Mehlis în Consiliul de Securitate al ONU au sesizat implicarea autorităților siriene în organizarea atentatului
În iunie 2011 Procurorul General al Libanului a primit din partea Curtii Internaționale Penale de la Haga patru acte de acuzare contra a patru teroristi din organizatia șiită Hezbollah în legătură cu asasinarea lui Hariri. El a emis ordine de arestare contra acestora.  
În noiembrie 2024 în cursul Războiului dintre Israel și Hezbollah printr-un atac la Kusseir, pe teritoriul Siriei, armata Israelului l-a ucis pe Salim Ayash, militantul Hezbollah care a dirijat asasinarea lui Hariri.

## Premii și onoruri
- septembrie 2004 - Premiu din partea ONU pentru reabilitarea Beirutului
- Legiunea de onoare a Franței cu Marea Cruce
- Cavaler al Ordinului Artelor și Literelor al Franței
- Ordinul național Steaua României în grad de Mare Cruce

## In memoriam
- 22 iunie 2005 - Aeroportul internațional Beirut a fost denumit Rafik Al-Hariri

## Viața privată
Hariri s-a căsătorit de două ori și a avut șase copii.
În 1965 s-a însurat cu Nidal Bustani, originară din Irak, și cu care a avut trei fii:Bahaa Al-Hariri (n.1967) care este om de afaceri, Saad Al-Hariri (n.1970) care a succedat tatălui său ca lider politic și a fost de asemenea, prim-ministru al Libanului, și Hussam, care a murit într-un accident de circulatie în S.U.A. la sfârșitul anilor 1980.
Ulterior cuplul a divorțat. Hariri s-a recăsătorit în 1976 cu Nazik Audi, care i-a născut încă trei copii:
Ayman Al-Hariri, miliardar care trăiește în Arabia Saudita, Fahd Al-Hariri și Hind Al-Hariri.
Din 1982 și până la moartea sa Hariri a posedat o vilă la Londra în districtul Knightsbridge (2-8a, Rutland Gate). După moartea sa ea a fost dăruită prințului mostenitor saudit  Sultan bin Abdulaziz. 
Saad Al-Hariri a intrat în politică după asasinarea tatălui său. În 2009 partidul său a obținut cel mai mare număr de voturi și a devenit prim ministru.